# Gabriel de Goulaine
Pour les articles homonymes, voir Goulaine.
Pour les autres membres de la famille, voir Famille de Goulaine.
Gabriel de Goulaine est le plus important noble breton du parti du duc de Mercœur lors de la guerre de la Ligue au XVIe siècle.        

## Biographie
De la famille de Goulaine, établie en Haute-Bretagne au château de Goulaine près de Nantes, Gabriel de Goulaine en tant que noble breton s'engage naturellement dans le parti catholique du duc de Mercœur, Philippe-Emmanuel de Lorraine, dont il sera maréchal de camp. Le duc fut le dernier à s'incliner devant le roi Henri IV de France.  
Le seigneur de Goulaine fait son traité particulier à Angers, dans lequel le roi lui pardonne sa participation à la Ligue, ainsi qu'à son frère Jean, seigneur du Faoüet, et tous les hommes ayant servi sous ses ordres. 
Il reçoit l'ordre du Saint-Esprit en première promotion, la lieutenance des hommes d'armes de César de Bourbon, duc de Vendôme, ainsi que d'autres avantages. 
Il se marie en premières noces (1577) avec Susanne de Bot-Louis (+e en 1582, s.p.) , et en secondes noces (1585) avec Marguerite de Bretagne d'Avaugour (1563-1599), vicomtesse de Saint-Nazaire, dont 3 filles et 1 fils.
Son fils Gabriel II de Goulaine (1598-1666) a pour marraine Gabrielle d'Estrées, favorite du Roi Henri IV, et pour parrain César de Bourbon.
En 1621, le Roi Louis XIII érige en marquisat sa terre de Goulaine. Mais il ne laissa pas d'enfant mâle, et le titre s'éteignit avec lui.

## Sources
- Nicolas Viton de Saint-Allais, Nobiliaire Universel

## Pages connexes
- Famille de Goulaine
- Château de Goulaine
- Liste historique des marquisats de France